# Zoran Vakula
Zoran Vakula (Virovitica, 26. kolovoza 1970.) je hrvatski meteorolog. Glavni je meteorolog Hrvatske radiotelevizije.

## Životopis
Osnovnu školu završio je u Pitomači, a srednju u Virovitici. U Zagrebu je završio Prirodoslovno-matematički fakultet, smjer geofizika s meteorologijom. Od 1994. godine zaposlen je u Državnom hidrometeorološkom zavodu. Od 1996. radi i kao prezenter vremenske prognoze na radiju i televiziji.

### Popularizacija meteorologije
Vakula je autor teksta za prvi hrvatski strip o meteorologiji Pretežno vedro. Svrha stripa je promocija metorologije, posebice vremenske prognoze. Opisuje anegdote iz života i rada nekadašnjih i sadašnjih meteorologa DHMZ-a. Autor crteža je Krešimir Biuk. Prvi nastavci objavljeni su od 13. do 24. prosinca 2017., kao podsjetnik na brojanicu sv. Lucije, tradiciju pučke metorologije, a novi nastavci objavljuju se od 13. kolovoza 2020.
Vakula je i autor domumentarnog filma o povijesti meteorologije HRT Vremenoslovni vremenoplov iz 2016. godine.
Godine 2021. Vakula je s karikaturistom Nikolom Plečkom pokrenuo izdavanje niza meteoslikovnica Vremenaste priče. Prva u nizu je slikovnica Vjetropirasta u kojoj se govori o vjetru.

## Nagrade
- 2020.: EMS Broadcast Meteorologist Award, nagrada Europskog meteorološkog društva za izvanredno životno postignuće u spajanju meteorologije i medija (dodjeljuje se svake dvije godine meteorolozima koji više od 20 godina promoviraju meteorologiju u medijima)[7]

## Vanjske poveznice
Mrežna mjesta
- Vakula, Zoran  Arhivirana inačica izvorne stranice od 25. svibnja 2021. (Wayback Machine), Leksikon radija i televizije
- Zoran Vakula na IMDb